# Guido Burbatti
Guido Burbatti (Ivrea, 30 aprile 1945) è uno psichiatra e psicoterapeuta italiano, esponente del modello sistemico di terapia familiare e di intervento nei contesti relazionali e sociali conosciuto come Milan Approach, o più precisamente "Scuola di Milano".
Partendo dagli studi di Bateson e della Scuola di Palo Alto i riferimenti teorici della Scuola di Milano si sono poi sviluppati attraverso la teoria generale dei sistemi, la cibernetica, la pragmatica della comunicazione umana e il costruttivismo. 
È membro dell'European Brief Therapy Association (EBTA) dal 1993 e dell'European Family Therapy Association (EFTA) dal 1994.

## Biografia
Laureato in Medicina e Chirurgia presso l'Università di Milano nel 1971, si è specializzato in psichiatria presso l'Università di Padova nel 1975. Consegue il master in terapia familiare nel 1980, dopo aver frequentato un training triennale con Luigi Boscolo e Gianfranco Cecchin presso la Scuola di terapia familiare di via Leopardi a Milano diretta da Mara Selvini Palazzoli. La scuola si caratterizza per aver tradotto i modelli teorici scaturiti dagli studi effettuati negli anni Sessanta dal gruppo del MRI di Palo Alto in un approccio terapeutico originale e innovativo: l'indirizzo sistemico, che nel corso degli anni, è diventato uno dei maggiori filoni terapeutici esistenti insieme a quello psicodinamico-psicoanalitico e cognitivo-comportamentale.
Nel 1981 fonda, insieme a Francesco De Peri, il Centro per lo Studio e Terapia della famiglia (CSTF), primo centro pubblico di terapia familiare presso l'Ospedale Niguarda Ca' Granda di Milano, che dirige fino al 1996.
Nel 1983 è tra i fondatori del Centro studi Gregory Bateson di Milano che prosegue le ricerche nel campo dei pattern comunicativi dei sistemi familiari cercando di verificare la possibilità passare dal modello epistemologico cibernetico, su cui si fonda la terapia sistemica, a quello della complessità.
Dal 1988 al 1996 dirige la Scuola quadriennale di specializzazione in clinica e teoria della terapia sistemica, organizzata dal Centro Gregory Bateson in collaborazione col CSTF di Niguarda.
Nel corso degli anni collabora con istituzioni e università a livello mondiale, attraverso progetti di ricerca e seminari che lo hanno portato, tra gli altri, al MRI di Palo Alto, all'Institut d'Etudes de la Famille et des Systemes Humains (IEFSH) a Bruxelles, all'Ackerman Institute for the Family a New York, al Family Therapy Institute di Washington, al dipartimento di Antropologia della New York University, al GNC Gillberg Neuropsychiatry Centre di Göteborg, all'Ecole Polytechnique di Parigi, al National Institute of Mental Health (NIMH) di Bethesda, collaborando con personalità come Francisco Varela, Humberto Maturana, Loren Mosher e Paul F. Dell.
Dal 2000 esercita la professione a Milano e, dal 2010 indirizza le sue ricerche verso lo studio comparato dei modelli familiari. 
Dal 2007 è sposato con la professoressa Maria Adriana Giusti e dal 2016 vivono insieme a Villa Coloreda a Pietrasanta, in provincia di Lucca, dove ha avviato il progetto di ricerca sperimentale Soft Therapy Communication Group (STCG).

## Principali contributi

### The Milan Approach
Burbatti ha portato numerosi contributi allo studio della mente, in particolar modo alla via italiana della terapia sistemica, elaborata a partire dagli anni settanta a Milano e conosciuta nel mondo come Milan Approach, le cui radici sono da rintracciare negli studi sulla comunicazione del gruppo del Mental Research Institute (MRI) di Palo Alto, nella teoria generale dei sistemi e nella cibernetica. Il suo libro Milan Approach to Family Therapy pubblicato da Jason Aronson Publishing a New York nel 1988 è stato determinante per la diffusione internazionale del modo di fare terapia familiare della scuola milanese, contribuendo fortemente ad una sua rilettura, attraverso l'influenza di autrici e autori americani che avevano abbracciato il nuovo modello; rilettura e analisi che hanno portato verso quello che qualcuno ha definito "post-Milan Approach" per designare un modello terapeutico "leggero" che rinuncia ad avere premesse teoriche "forti".

### Disturbi del comportamento alimentare (DCA)
Burbatti è stato uno degli antesignani nello studio, prevenzione e cura dei disturbi del comportamento alimentare (DCA) attraverso attività di ricerca, insegnamento, articoli e pubblicazioni.
Nel 1988 è stato tra i relatori ufficiali al primo Simposio internazionale su anoressia, bulimia, obesità e disturbi psichiatrici dell'alimentazione tenutosi a Roma e organizzato dalla Cattedra di Igiene mentale dell'Università la Sapienza.
Nel 1989 è stato promotore e organizzatore, in collaborazione con la Società italiana di pediatria del simposio L'anoressia nervosa: diagnosi e prospettive terapeutiche.
Nel 1994 ha tenuto la conferenza A case of severe anorexia. An integrated approach between family therapy and individual psychotherapy al primo congresso europeo Six Faces of Family Therapy organizzato dalla AESMEAF (Association Européenne des pratiques multidisciplinaires en Santé Mentale de l'Enfant, de l'Adolescent et de la Famille) al Nic Waals Institutt di Oslo, ed è stato relatore al seminario I disturbi dell'alimentazione al Circolo della Stampa di Milano.
Nel 1995 è stato tra gli organizzatori e relatori del seminario di studio Anoressia nervosa e bulimia: le dimensioni sociali e cliniche di una epidemia all'ospedale Niguarda Ca' Granda di Milano.
Nel corso degli anni novanta è stato docente al corso di perfezionamento clinico sulle patologie alimentari organizzato dal Centro per lo Studio e la Terapia dell'Ospedale Niguarda.

### Impegno politico e sociale
Nell'ambito della sua professione, Burbatti si è schierato a più riprese apertamente per i diritti delle categorie più deboli.
Nel 1976, quando in Italia la pratica dell'aborto era ancora illegale, durante il disastro di Seveso, in qualità di consulente psichiatrico scelto dal Consorzio Sanitario di Desio ha appoggiato con forza le donne che avevano fatto richiesta di abortire per l'elevato rischio di concepire bambini con gravi difetti fisici ed intellettuali. Gli aborti autorizzati a seguito del disastro di Seveso fecero riprendere vigore al dibattito sulla necessità di una regolamentazione dell'aborto con una legge dello Stato, dibattito che porterà nel 1978 all'approvazione della Legge 194.
Burbatti si impegnò attivamente, attraverso articoli e interventi per riformare l'organizzazione dell'assistenza psichiatrica ospedaliera e territoriale, proponendo un superamento della logica manicomiale che avverrà solo nel 1978 con la Legge Basaglia.
Nel 1977 figura tra i relatori ufficiali al convegno internazionale Madness and Social Policy organizzato a Palo Alto dal MRI in collaborazione con il National Institute of Health (NIMH).

## Pubblicazioni
- G.Burbatti, L.Formenti, La famiglia e il suo modello. Tecniche di intervento sui sistemi familiari, Milano, Franco Angeli, 1986
- G.Burbatti, L.Formenti, Milan Approach to Family Therapy, New York, Jason Aronson, 1988
- G. Burbatti, I.Castoldi, L.Maggi, Systematic Psychotherapy with Families, Couples, and Individuals, New York, Jason Aronson, 1993
- G.Burbatti, G.Piazza, Esperienza e conoscenza. Epistemologia sociale e psicoterapia individuale sistemica, Milano, Giuffré, 1997
- G. Burbatti, I. Castoldi. S.O.S. Anoressia: guida pratica per i genitori, Milano, Mondadori, 1997
- G.Burbatti, I.Castoldi, Il pianeta degli adolescenti, Milano, Mondadori, 1998
- G.Burbatti, I.Castoldi, In guerra col cibo, Milano, Mondadori, 1999
- G.Burbatti, Figlie, Pisa, ETS, 2013